# One of a Kind (Freddie-Hubbard-Album)
One of a Kind ist ein Jazzalbum von Freddie Hubbard. Die 1980 oder 1981 entstandenen Aufnahmen erschienen als DVD 2009, als Download am 28. März 2023 auf Arkadia Records.

## Hintergrund
Die Ad Lib Series war eine Reihe von 46 Konzert-TV-Programmen, die unter der Regie von Dennis F. Stevens von 1981 bis 1995 bekannte Künstler aus den Genres Jazz, Pop und Blues präsentierte, darunter Phil Moore, Dianne Reeves, Scatman Crothers, Marilyn McCoo, Freda Payne, Pete Candoli, Linda Hopkins, Jon Hendricks, Kenny Rankin, Red Norvo, Maxine Weldon, Laurindo Almeida, Jimmy Smith, Little Esther Phillips, Conte Candoli, Dorothy Donegan, O. C. Smith, Jimmy Witherspoon, Papa John Creach, Billy Childs, Willie Bobo, Eddie Harris, Sam Fletcher und Tania Maria. Ad Lib wurde international im Fernsehen gezeigt und war die erste in Stereo aufgenommene Musikfernsehserie. Freddie Hubbard (Trompete) spielte bei zwei dieser Sessions mit Billy Childs (Piano), Larry Klein (Bass) und mit Stephen Houghton bzw. Buck Clark (Schlagzeug). Freddie Hubbard hatte gerade seinen Vertrag bei Columbia Records hinter sich gelassen, als diese beiden halbstündigen Sessions für die Ad Lib-TV-Show entstanden (in den Liner Notes steht 1980, in den Besetzungsangaben 1981).

## Titelliste
- Freddie Hubbard: One of a Kind (Arkadia Records)

1. UK Forty 4:20
2. One of a Kind 7:22
3. First Light 8:18
4. There Is No Greater Love (Isham Jones, Marty Symes) 2:30
5. Love Connection 4:44
6. One of Another Kind 7:12
7. UK Forty One 7:56

Wenn nicht anders vermerkt, stammen die Kompositionen von Freddie Hubbard.

## Rezeption

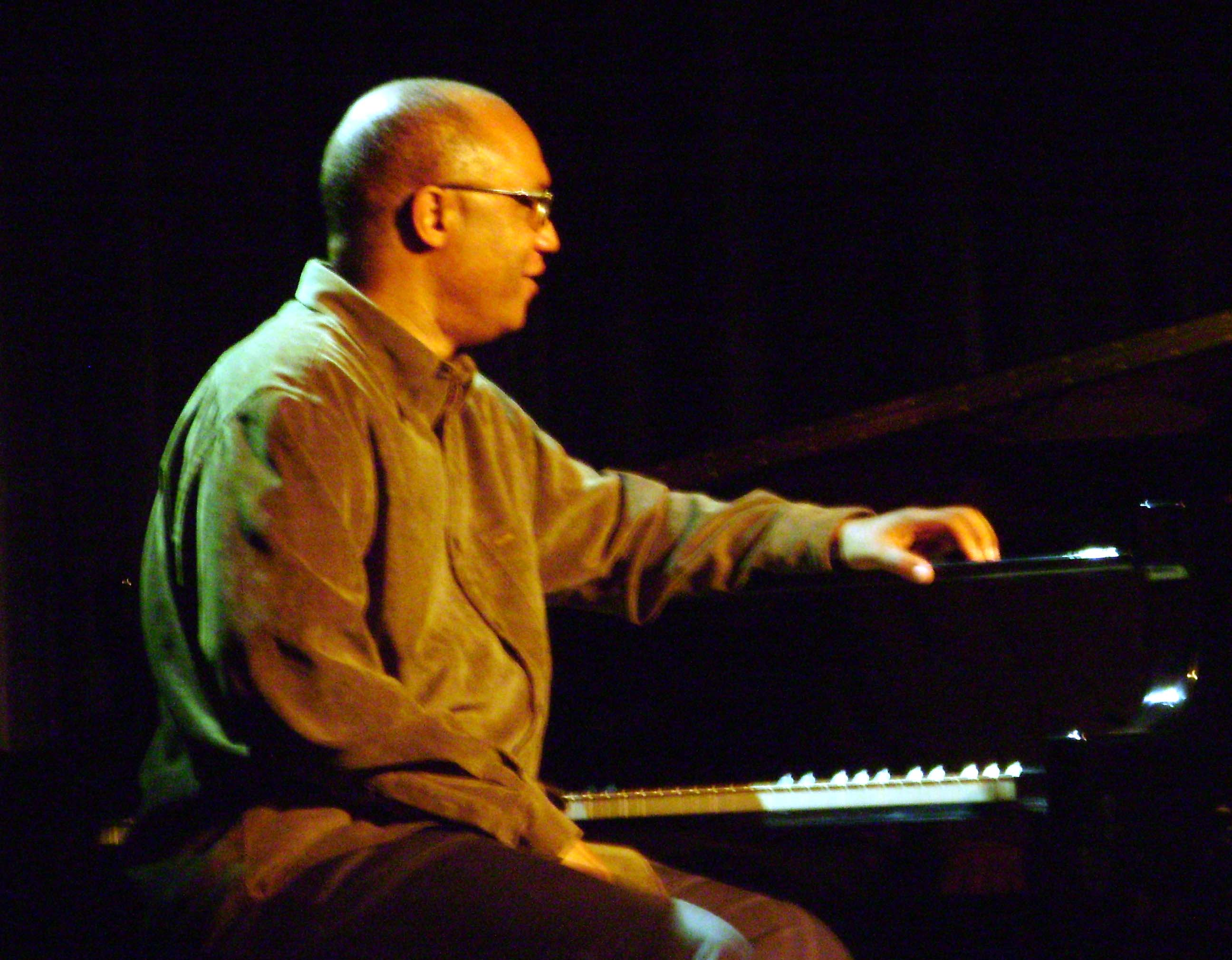
Billy Childs (2008)

Seine letzten Aufnahmen für das Columbia-Label waren zu Recht die am meisten verleumdeten in der Karriere des Trompeters gewesen, mit einem Hang zu Fake-Funk und überarrangiertem Aufplustern, schrieb Jeff Tamarkin in JazzTimes. Aber bei den Ad-Libs-Sessions habe Hubbard ernsthaft gespielt – wie er es häufig in einer Live-Umgebung tat, egal wie seine jeweils neueste LP geklungen haben mag. Auch wenn der aufrührerische Erfindungsreichtum von Hubbards Blue-Note-Werk der 1960er-Jahre gemildert erscheine, gebe es hier durchaus mehr als ein paar Momente, in denen sein Solospiel inspiriert klinge und seine Führungsrolle in der Band unbestreitbar sei. Auch diese sei lobenswert: der großartige Billy Childs, hier noch Anfang 20, leiste viel, und seine einfallsreichen Soli und seine durchdacht konstruierte Begleitung verliehen Hubbards Solospiel Kraft. Larry Klein sei immer auf der Höhe der Zeit und wisse, wann und wie er unauffällig die Dinge voranbringen muss. Auf „First Light“, dem Titeltrack eines der langlebigeren 70er-Jahre-Alben von Hubbard für CTI Records, synchronisiere sich das gesamte Quintett meisterhaft, Hubbard breche praktisch in einen Tanz aus, während Childs auf dem Fender Rhodes eine Reihe mutiger Akkorde und die Rhythmusgruppe Riffs frei durchschneide. Was auch immer er von seinem eigenen Output dieser Zeit hielt, Hubbard habe es eindeutig hier genossen.